# Vysoká (powiat Bańska Szczawnica)
Vysoká – wieś (obec) na Słowacji położona w kraju bańskobystrzyckim, w powiecie Bańska Szczawnica. Pierwsze wzmianki o miejscowości pochodzą z roku 1388.
Według danych z dnia 31 grudnia 2012, wieś zamieszkiwało 138 osób, w tym 73 kobiety i 65 mężczyzn.
W 2001 roku pod względem narodowości i przynależności etnicznej 99,32% mieszkańców stanowili Słowacy, a 0,68% Czesi.
Ze względu na wyznawaną religię struktura mieszkańców kształtowała się w 2001 roku następująco:
- Katolicy rzymscy – 94,56%
- Ewangelicy – 1,36%
- Ateiści – 3,4%